# 渡辺長
渡辺 長（わたなべ はじめ／まさる）は、戦国時代から江戸時代初期にかけての武将。毛利氏の家臣で萩藩（長州藩）士。毛利十八将の一人。官位は従五位下・飛騨守。

## 出自
渡辺氏は源頼光の家臣・渡辺綱の後裔で、嵯峨源氏の伝統に従い、代々一字名を名乗った。

## 生涯

### 父の死と家督相続
天文3年（1534年）、毛利氏の譜代家臣である渡辺通の嫡男として誕生。
天文11年（1542年）1月から天文12年（1543年）5月にかけて大内義隆による出雲遠征（第一次月山富田城の戦い）に父・通が毛利元就に従って出雲国へ出陣していたが、出雲国からの撤退の途上、石見国邇摩郡の大江坂七曲（降露坂）において尼子軍の追撃により父・通が元就の身代わりとなって戦死すると家督を相続し、父と同様に元就に仕えた。

### 安芸国と備後国での武功
元服前ながら天文17年（1548年）に山名理興が拠る備後国の神辺城攻め（神辺合戦）に従軍し、同年6月20日に神辺城の固屋口において槍働きで武功を挙げ、6月23日に毛利隆元から感状を与えられた。
天文19年（1550年）7月12日から7月13日にかけて元就によって安芸井上氏が粛清された直後の7月20日に毛利氏家臣団238名が連署して毛利氏への忠誠を誓った起請文においては、11番目に「渡邊小三郎長」と署名している。同年12月22日、毛利隆元から安芸国高田郡の下麻原300貫の代官職を与えられる。
天文20年（1551年）9月4日、安芸国高屋頭崎城の平賀隆保との合戦において、家臣の綿貫十郎兵衛尉と小者の助次郎が武功を挙げ、10月2日に毛利元就・隆元父子から感状を与えられる。
天文21年（1552年）7月23日、備後国の志川滝山城における宮光音との合戦は毛利軍にも多数の死傷者を出す激戦であったが、長が一番槍の武功を挙げ、7月28日に毛利元就・隆元父子から感状を与えられた。
天文22年（1553年）4月に備後旗返城の江田隆連が尼子方に寝返ったため、その対処のために備後に出陣した毛利元就は長期戦の構えで旗返城を包囲し、10月には攻め落としたが、この戦いに長も従軍しており、敵の首級1つを挙げている。

### 厳島の戦いと防長経略
天文23年（1554年）5月12日に毛利氏が大内氏から独立（防芸引分）すると、天文24年（1555年）4月11日に大内方の野間隆実が守る安芸矢野城の支城である千手山城の尾頸丸攻めに従軍して武功を挙げたが、坂元祐と槍の先後を争って軍紀を乱したとして感状が与えられなかった。これは元就が戦場においても軍紀を重んじた一例とされている。
天文24年（弘治元年、1555年）10月1日の厳島の戦いにおいては陶晴賢軍の兵の首級3つを挙げる武功を挙げた。しかし、この時の毛利氏では恩賞として与える土地が不足していたためか感状を発給しない方針をとっており、長だけではなく厳島の戦いで武功を挙げた者の誰にも感状が与えられなかった。
厳島の戦い直後から始まる防長経略にも従軍し、同年（1555年）10月27日の杉隆泰が守る鞍掛山城攻め（鞍掛合戦）において、自ら敵兵1人を討ち取った。しかし、この時も厳島の戦いと同様に感状は与えられなかったという。
弘治2年（1556年）4月20日、毛利隆元に従って山崎興盛や江良賢宣らが守る須々万沼城攻撃に参加し、自ら槍で城将の伊香賀左衛門大夫を討ち取った。しかし、翌4月21日に毛利軍は撤退したため、武功を挙げた長、南方某、三入某（熊谷氏か）、細迫玄蕃允らに感状は与えられなかったという。
弘治3年（1557年）3月の大内義長が籠もる且山城攻撃に際しては、大内氏と大友氏との連絡遮断のため、赤川元保や市川経好らと共に赤間関の守りを固めた。4月3日に大内義長を自刃させて大内氏を滅ぼし、防長経略が完了した後の同年10月13日に毛利隆元から安芸国の山里と久嶋の内の30貫と、津田の内の20貫の合計50貫文の地を与えられた。同年12月2日に毛利氏家臣239名が名を連ねて軍勢狼藉や陣払の禁止を誓約した連署起請文において、71番目に「渡邊小三郎」と署名している。

### 門司城の戦い
永禄2年（1559年）2月、神村下野守が福屋隆兼の次男・福屋次郎や牛尾久清の兵と共に籠城していた石見松山城攻めでは元就に従い、自ら敵兵の首級1つを挙げ、長の家臣らも首級3つを挙げている。
永禄4年（1561年）の第四次門司城の戦いにも従軍しており、11月5日に撤退する大友軍を井上春忠らと共に追撃した際に先駆けとして敵1人を討ち取り、中間の源五郎も首級1つを得る武功を挙げている。11月17日に毛利隆元から賞賛の書状を送られ、12月13日には周防国佐波郡防府において毛利隆元から毛利元就・隆元父子が連署した感状を送られている。また、翌永禄5年（1562年）1月26日に毛利隆元が長に宛てた書状で長の「任官」について触れられており、宛名も「左太」となっているため、永禄4年（1561年）12月13日から永禄5年（1562年）1月26日までに「左衛門大夫」の官途名を与えられたことが分かる。

### 立花城の戦いと大内輝弘の乱
永禄12年（1569年）の立花城の戦いに長は嫡男の元と共に従軍していたが、同年10月10日に大友氏の客将であった大内輝弘が周防国吉敷郡秋穂浦に上陸し、10月12日に山口に乱入して大内輝弘の乱が勃発。大内輝弘による山口占領の急報が長府に在陣する元就のもとに届くと、元就は立花城で大友軍と戦っていた吉川元春と小早川隆景に軍を撤退を命じると共に、長や桂元忠らを山口救援の先遣隊として派遣した。10月17日には山口の高嶺城麓である後河原において大内輝弘の軍と交戦し、長の嫡男である元をはじめとして、山県元重、蔵田就貞、入江就昌らが活躍して勝利を収めた。10月22日に元就は長に書状を送って元の武功を賞賛すると共に、嫡男の武功に長もさぞや機嫌が良いだろうと述べている。
天正3年（1575年）10月14日、伯耆国の国人である南条氏の家臣15名が連名で、南条宗勝の後を継いだ南条元続に対して変わらぬ引き立てを毛利氏と吉川元春に求めると共に、南条氏家臣団が毛利氏や南条元続に対して背かないことを誓う血判起請文を長と吉川氏家臣の二宮右京進に提出した。

### 四国平定と九州平定
天正11年（1583年）、毛利氏と織田氏との領境決定のために、羽柴秀吉が蜂須賀正勝と黒田孝高を備前国岡山に派遣し、一方の毛利氏では、毛利輝元が長と児玉元良を、吉川元春が児玉春種を、そして小早川隆景は井上春忠を岡山に派遣して共同で交渉に当たらせている。
天正12年（1584年）5月、長宗我部元親に攻められた河野氏への援軍としての伊予出兵に従軍した三男の小五郎が伊予恵良城における合戦で戦死した。同年5月24日に河野通直は長に書状を送って、小五郎の河野氏に対する働きについて今後も忘却せず、輝元にも小五郎の忠義を伝えると述べると共に太刀一振と刀一腰を長に贈っている。また、同年7月4日には毛利輝元も長に対して小五郎の戦死を悼む書状を送っている。
天正13年（1585年）9月30日、毛利輝元から周防国玖珂郡三瀬川村を与えられた。
天正14年（1586年）の九州平定にも従軍し、8月21日に豊臣秀吉が吉川元春、小早川隆景、吉川元長に宛てた書状には、委細は安国寺恵瓊、黒田孝高、渡辺長に申し含めている旨が記されている。また、高橋元種が籠城する香春岳城攻めの最中の12月12日に豊臣秀吉から黒田孝高を通じて朱印状を送られ、香春岳城の城中の者は一人も逃さず、下々に至るまで討ち果たすように命じられる。

### 上洛
天正16年（1588年）には輝元に従って上洛し、同年7月26日に豊臣秀吉から豊臣姓と従五位下・飛騨守の官位を賜った。
同年9月5日、豊臣秀長の招きにより、毛利輝元が小早川隆景や吉川広家らを従えて大和郡山城を訪れると、安国寺恵瓊、細川藤孝、黒田孝高、大谷吉継も同席した盛大な饗宴が開かれ、毛利氏重臣の福原元俊、口羽春良、長、小早川氏重臣の井上春忠、吉川氏重臣の今田経高も末席の縁側に陪席を許された。
文禄2年（1593年）3月3日、三分一孫作に「長」の偏諱を与えている。

### 晩年
慶長5年（1600年）8月24日の安濃津城の戦いにおいて天野彦左衛門らを率いて安濃津城の二の丸において戦った。同日に長が作成した首注文によると、渡辺三吉、天野彦左衛門尉、渡辺氏家臣の津田源介と角喜兵衛、天野氏家臣の田中仁兵衛がそれぞれ敵兵の首級を1つずつ上げる武功を挙げ、渡辺氏家臣が1人戦死し、6人が負傷している。また、同年9月15日の関ヶ原の戦いにも従軍し、南宮山に布陣していた。なお、この時の長の知行地の石高が3774石であることから、長直属の兵力は113人と推計されている。
関ヶ原の戦い後、毛利氏が周防国と長門国の2ヶ国へ減封されると周防国に移り住み、周防国玖珂郡山代庄広瀬村の2468石2斗余、玖珂郡湯野村208石4斗余、長門国厚東郡高泊村246石7斗余の合計2923石4斗余の地を与えられ、広瀬村にある朝霞城を居城とした。
慶長10年（1605年）12月14日、同年の五郎太石事件の後に毛利氏家臣団や寺社の総勢820名が連署して毛利氏への忠誠や様々な取り決めを記した連署起請文において、長は11番目に「渡邊飛騨守」と署名している。
慶長17年（1612年）2月24日に死去。享年79。嫡男の元が跡を継ぎ、同年8月16日には元が知行する周防国玖珂郡河山村の1353石余、玖珂郡広瀬村の648石4斗余に父・長の遺領が加わり、合わせて4924石9斗余の地が与えられることとなる。

## 系譜
- 父：渡辺通（?-1543）
- 母：烏森の娘（?-?）
- 正室：清誉妙安（?-1615） - 光永元方の娘。元和元年12月29日（1616年2月16日）没[2]。法名は「清誉妙安大姉」[2]。
  - 長男：渡辺元（1552-1618）
  - 次男：宍戸元重（?-?） - 初名は「渡辺秋」[1]。
  - 三男：渡辺小五郎（?-1584）
  - 四男：渡辺四兵衛（?-?） - 文禄・慶長の役に従軍して戦死[1]。
  - 長女：宍戸喜三郎室（?-?） - 宍戸喜三郎の死後に赤川元信室となる[1]。
  - 次女：和智元実室（?-?）